# Boersjtyn
Boersjtyn (Oekraïens: Бурштин; Pools: Bursztyn) is een plaats in Oekraïne (oblast Ivano-Frankivsk) en telt 12.761 inwoners.

## Geschiedenis
De stad, waarvan de naam barnsteen betekent, werd in 1554 voor het eerst schriftelijk vermeld en hoorde toen bij Polen. In 1772 kwam de plaats onder heerschappij van Oostenrijk binnen Galicië en was van 1850 tot 1867 zetel van een districtshoofdmanschap. Na het einde van de Eerste Wereldoorlog werd de stad weer deel van Polen, om in 1939 eerst door de Sovjet-Unie en in 1941 door Duitsland te worden bezet. Na de Tweede Wereldoorlog kwam het gebied waar Boersjtyn ligt, bij de Sovjet-Unie te horen, binnen de Oekraïense SSR. Vanaf 1940 was het al de hoofdstad van het rajon Boersjtyn, wat het bleef tot 1962. In 1993 werd de stadsstatus verkregen, inmiddels binnen onafhankelijk Oekraïne. Het dorp Vyhivka behoort ook tot de stad.

##### Joods verleden
De oude Joodse begraafplaats is de enige herinnering aan de vroeger aanwezige Joodse gemeenschap. In 1942 woonden er ongeveer 1700 Joden in Boersjtyn. De Nazi's brachten hen allemaal over naar een getto in het nabijgelegen Rohatyn, waar de meesten werden geëxecuteerd. Een laatste groep werd overgebracht naar het vernietigingskamp Bełżec.

## Economie en infrastructuur
Bijzonder kenmerk van de stad is de kolencentrale, die zich naast een kunstmatig opgestuwd meer van 8 km lang en 2 km breed bevindt. Nabij het meer, in de plaats Bilsjintsi, is een viskwekerij. De stad heeft een College of Trade and Economics, een onderdeel van de Universiteit van Kiev, en een aansluiting op het spoorwegnet.

##### Ecologie
Volgens een beoordeling in 2010 op basis van gegevens over uitstoot van gevaarlijke stoffen in de atmosfeer van ondernemingen, en van het transport in Oekraïense steden, staat Boersjtyn op de derde plaats van meest vervuilde steden in Oekraïne. Slechts Marioepol en Kryvy Rih scoorden nog slechter.
De grootste vervuiler van de stad is de kolencentrale, een van de tien locaties die de grootste vervuilers van Oekraïne zijn.

## Afbeeldingen

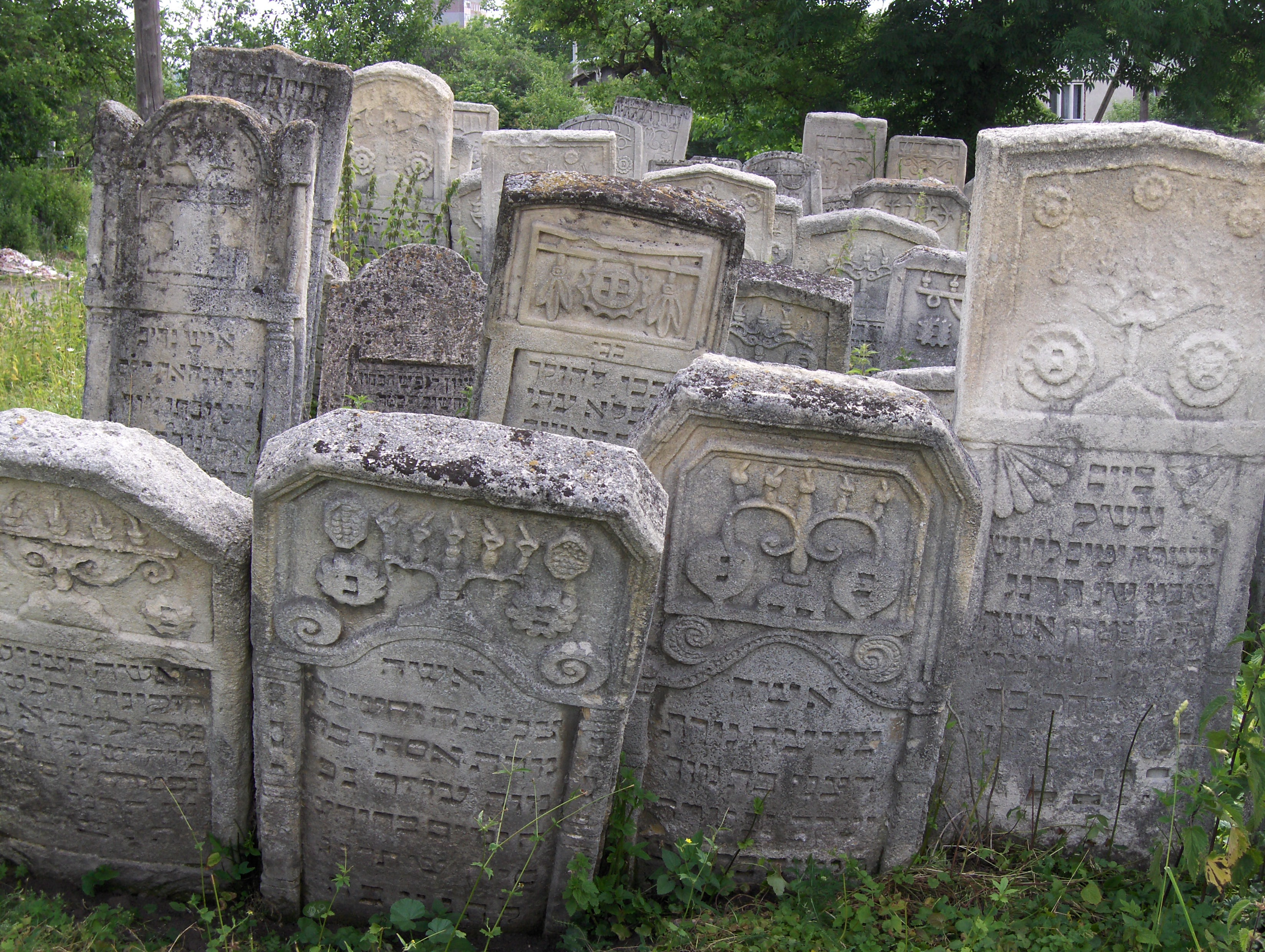
Oude Joodse begraafplaats
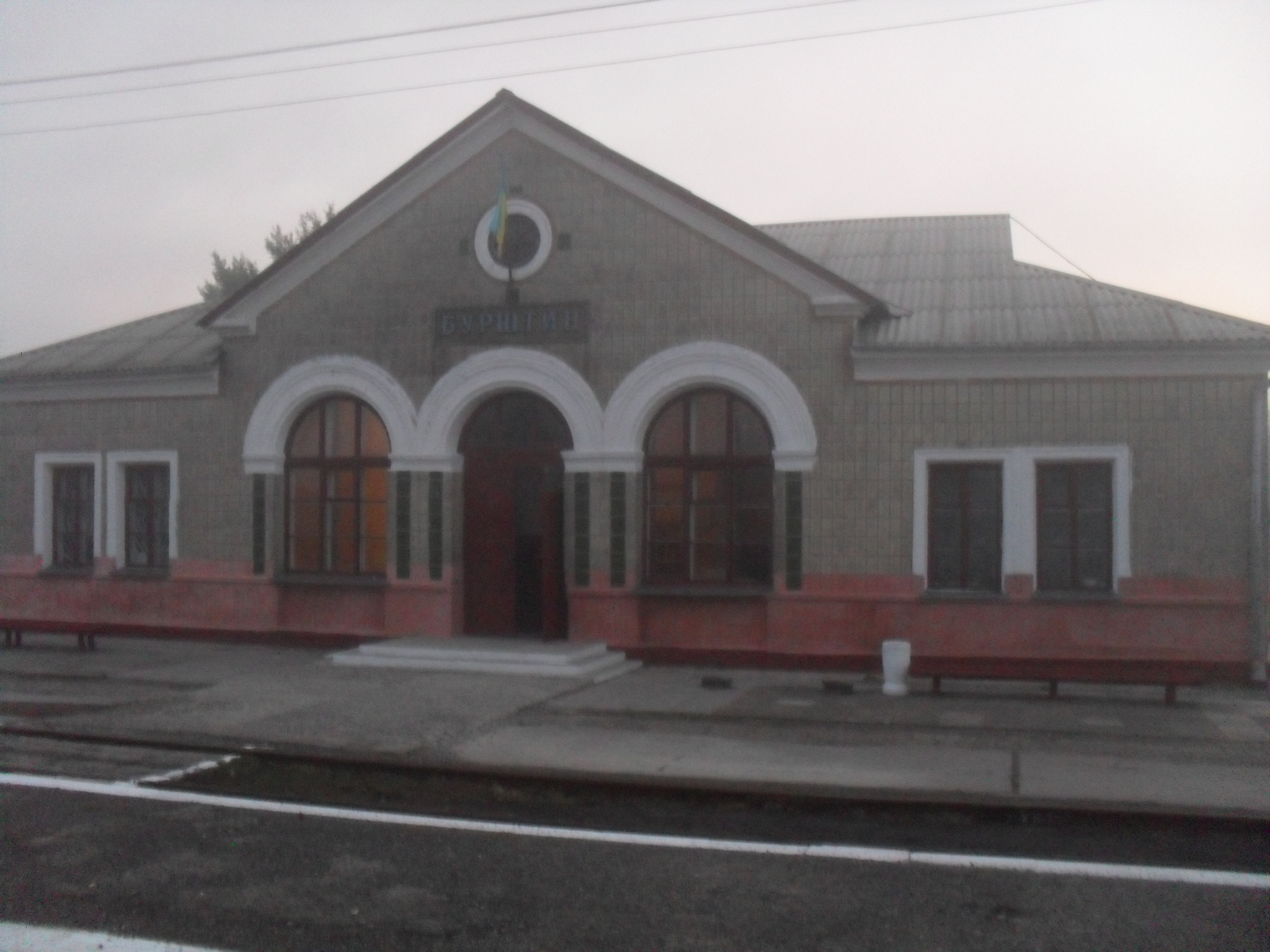
Spoorwegstation
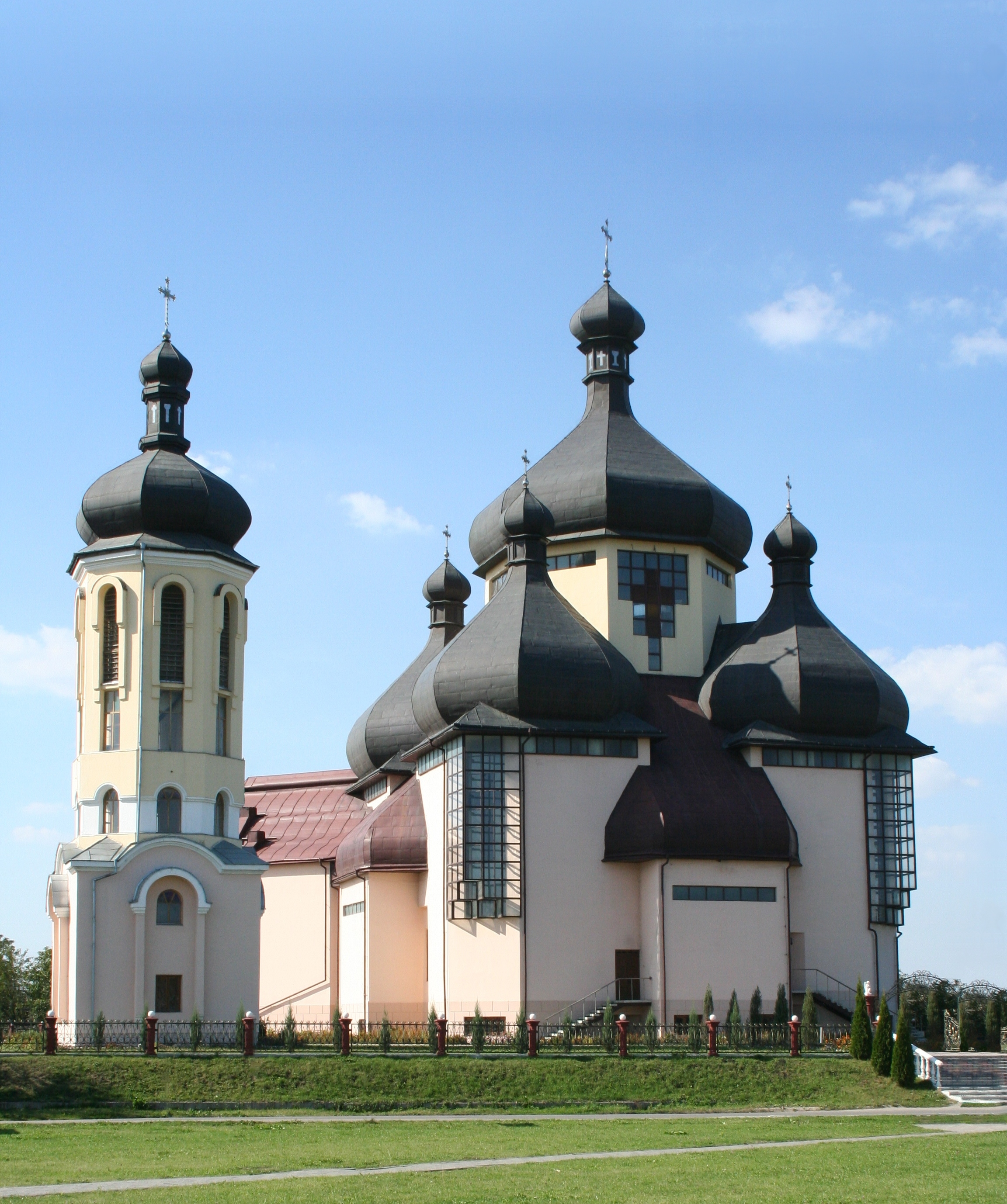
Kathedraal